# Ayora
Ayora település Spanyolországban, Valencia tartományban. Ayora Quesa, Bicorp, Enguera, Almansa, Alpera, Teresa de Cofrentes, Jarafuel, Zarra és Carcelén községekkel határos. Lakosainak száma 5284 fő (2024).

## Népesség
A település lakosságának változását az alábbi diagram mutatja:
| Lakosok száma | 5506 | 5508 | 5489 | 5444 | 5441 | 5359 | 5311 | 5312 | 5187 | 5284 |
|               | 2001 | 2004 | 2007 | 2009 | 2012 | 2014 | 2017 | 2019 | 2022 | 2024 |